# Cahokia
Cahokia este un sit arheologic care conține un oraș nativ american pre-columbian (circa 600-1400 d.Hr.). Se află de-a lungul râului Mississippi lângă orașul modern Saint Louis, Missouri. Acest parc istoric se află în sudul statului Illinois, între East St. Louis și Collinsville. Parcul se întinde pe 890 de hectare sau circa 9 km2 și conține aproximativ 80 de movile, cu toate că orașul antic era mult mai mare. În zilele sale de glorie, Cahokia se întindea pe aproximativ 16 km2 și cuprindea aproximativ 120 de movile din lut create de om într-o gamă variată de dimensiuni, forme și funcții.

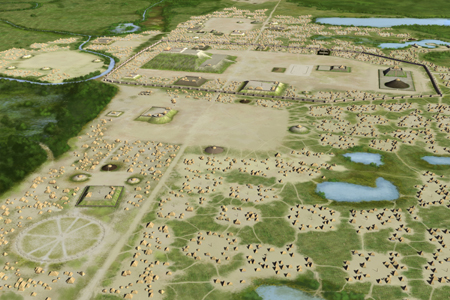
Recreare artistică a centrului orașului Cahokia. Linia de bază est-vest din Cahokia intersectează Woodhenge, Monk's Mound și alte câteva movile mari

Cahokia a fost cea mai mare și cea mai influentă așezare urbană a culturii Mississippi care a dezvoltat societăți avansate în mare parte din ceea ce este acum centrul și sud-estul Statelor Unite, începând cu mai mult de 1000 de ani înainte de contactul european. Populația Cahokia, la apogeul său, în secolul al XIII-lea, avea circa 40.000 de persoane, ea nu ar  fi fost depășită ca număr de niciun oraș din Statele Unite  până în secolul al XVIII-lea. Astăzi, Cahokia Mounds este considerat cel mai mare și cel mai complex sit arheologic la nord de marile orașe pre-columbiene din Mexic.
Cahokia Mounds este un reper istoric național și un site desemnat pentru protecție de stat. Este, de asemenea, unul din cele doar 23 de situri arheologice UNESCO ale patrimoniului mondial din Statele Unite ale Americii. Este cea mai mare construcție preistorică de lut din America aflată la nordul Mexicului. Site-ul este deschis publicului și este administrat de Illinois Historic Preservation Agency și susținut de Cahokia Mounds Museum Society.
Locuințele erau foarte dezvoltate. Arheologii au descoperit băuturi pe bază de cafea și jocuri complexe. În oraș se afla și un templu de lemn, dar și o structură din lemn asemănătoare cu monumentul de la Stonehenge (Anglia).